# Un banc, un arbre, une rue

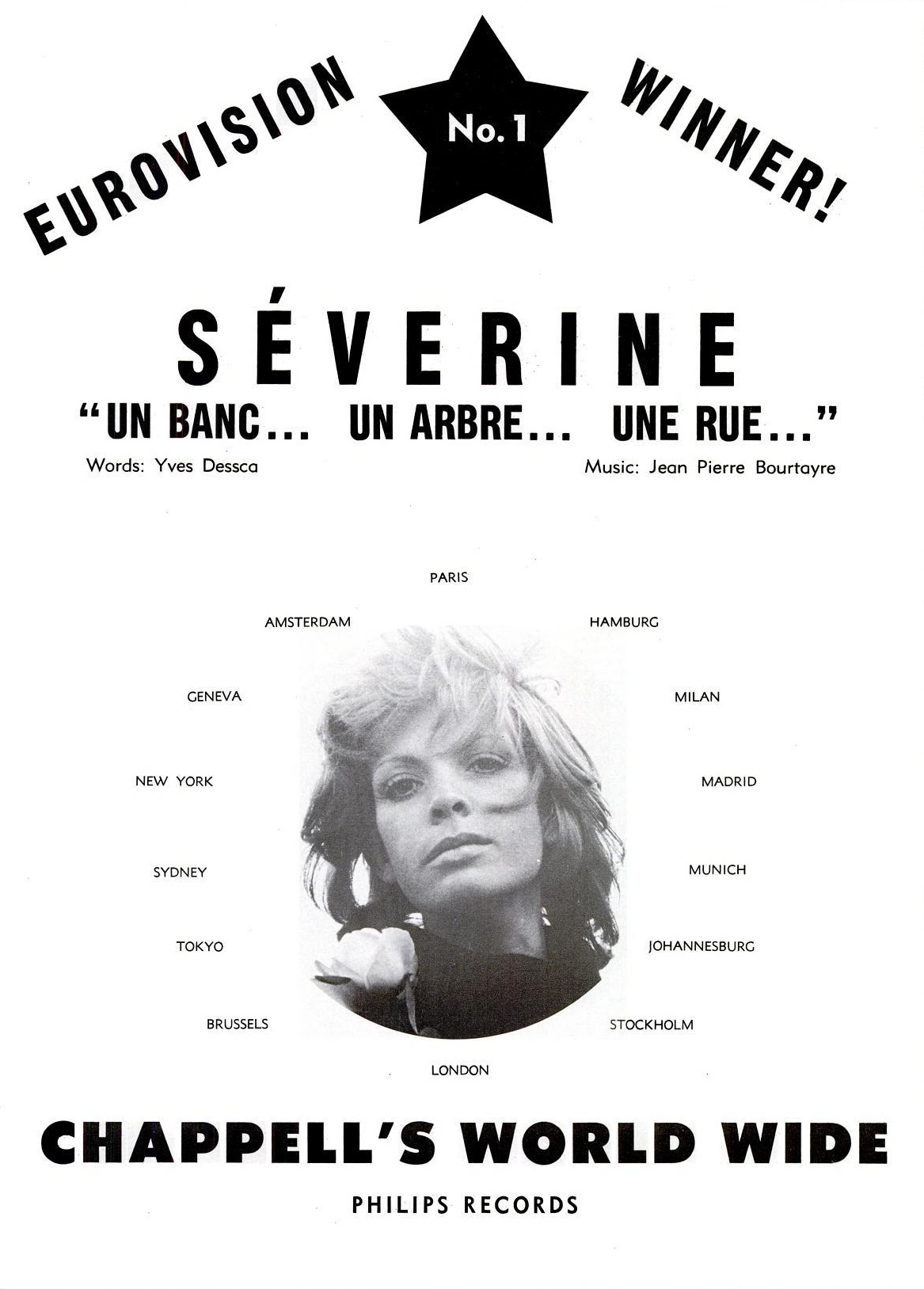
Werbung im US-amerikanischen Musikmagazin Billboard für den Titel

Un banc, un arbre, une rue (Aussprache: [œ̃ bɑ̃ œ̃n‿aʁbʁ yn ʁy]; deutsch: Eine Bank, ein Baum, eine Straße) ist ein Lied der französischen Sängerin Séverine, mit dem diese beim Eurovision Song Contest 1971 in Dublin für Monaco antrat und gewann. Das Lied wurde von Jean-Pierre Bourtayre komponiert und der Text stammt von Yves Dessca.

## Hintergrund

### Inhalt
Das Lied ist eine klassische französische Ballade. Es thematisiert den Verlust der kindlichen Unschuld und das Verfolgen von Träumen. Der Refrain beginnt mit den Worten „Wir alle haben eine Bank, einen Baum, eine Straße / wo wir uns unseren Träumen hingeben / eine zu kurze Kindheit“.

### Anderssprachige Versionen von Séverine
Séverine hat den Titel – teilweise mit verändertem Inhalt – neben der französischsprachigen Originalversion auch in anderen Sprachen gesungen: auf Italienisch als „Il posto“, auf Englisch als „Chance in Time“ und auf Deutsch als „Mach’ die Augen zu (und wünsch dir einen Traum)“.

### Eurovision Song Contest
Télé Monte-Carlo wählte intern den Titel als monegassischen Beitrag für den Eurovision Song Contest 1971. In einem vorab angefertigten Promo-Video, in dem Séverine auf einem leeren Platz in Monte Carlo singend zu einer Bank schritt, auf der sie sitzend weitersang und schließlich singend aus dem Bild ging.
Am 3. April 1971 fand dann im Dubliner Gaiety Theatre der von RTÉ ausgerichtete Wettbewerb statt. Bei insgesamt 18 Teilnehmern trat Séverine als Dritte an und wurde von vier männlichen Background-Sängern unterstützt. Das zur damaligen Zeit noch beim Eurovision Song Contest übliche Live-Orchester wurde von Jean-Claude Petit dirigiert.
Nach dem Ende der Abstimmung hatte der Beitrag insgesamt 128 Punkte und damit gewonnen. Er erhielt von insgesamt sechs Nationen die damalige Höchstwertung von 10 Punkten. Das war damals Rekord.
In der Show Songs of Europe, die anlässlich des 25. Geburtstags des Eurovision Song Contest am 22. August 1981 im norwegischen Mysen stattfand, präsentierte Séverine ihren Titel nochmal.

### Chartplatzierungen
Nach dem Eurovision Song Contest war der Titel in zahlreichen europäischen Charts vertreten. Obwohl es auch eine englische Version gab, schaffte es die französische Originalversion in die britischen Top 10.
| ChartsChartplatzierungen     | Höchstplatzierung | Wochen |
| ---------------------------- | ----------------- | ------ |
| Deutschland (GfK)            | 23 (5 Wo.)        | 5      |
| Belgien (Ultratop)           | 1 (16 Wo.)        | 16     |
| Schweiz (IFPI)               | 5 (9 Wo.)         | 9      |
| Vereinigtes Königreich (OCC) | 9 (11 Wo.)        | 11     |

### Coverversionen
Außer den vier Sprachversionen von Séverine (französisch, italienisch, englisch, deutsch) ist der Titel noch von weiteren Interpreten gecovert worden. 1971 nahm Paul Mauriat eine Instrumentalversion des Titels auf. Im selben Jahr nahm die finnische Sängerin Carola Standertskjöld unter dem Titel „Penkki, puu ja puistotie“ eine finnische Version auf. Siw Malmkvist nahm den Titel auf Schwedisch auf: „På en gammal bänk“ (deutsch: „Auf einer alten Bank“); von Kirsti Sparboe gibt es eine norwegische Aufnahme: „På en gammel benk“ (deutsch: „Auf einer alten Bank“) und von Heli Lääts und Liilia Vahtramäe gibt es eine estnische Version: „Tänav, pink ja puu“ (deutsch: „Eine Straße, eine Bank und ein Baum“).